# Рене Сімоєш
Рене Родрігеш Сімоєш (порт. René Rodrigues Simões; нар. 17 грудня 1952, Ріо-де-Жанейро, Бразилія) — бразильський футболіст та тренер, виступав на позиції нападника.

## Життєпис

### Початок кар'єри
Виступав за юнацькі команди клубів «Сан-Крістован», «Фламенгу» та «Бонукешшу». Кар'єру гравця вирішив завершити у віці 20 років, після того як отримав важку травму. Після цього здобував освіту для тренерської роботи. З 1982 по 1985 рік тренував «Аль-Кадісію» з ОАЕ. Тренував бразильські клуби «Мескіта» та «Португеза Деспортос», а також португальський «Віторія» (Гімарайнш). Очолював юнацькі та молодіжні бразильські команди. Тренував жіночу збірну Бразилії. На декілька років виїжджав у Катар. У 1988 році очолив молодіжну збірну Бразилії. Сімоєш привів її до перемоги на молодіжному Чемпіонаті Південної Америки. Потім фахівець знову поїхав в Катар, де виграв титул чемпіонат країни.

### Ямайка
Рене очолив національну збірну Ямайки в 1994 році, перед ним було поставлене завдання вивести збірну Ямайки на Чемпіонат світу 1998 року. Він розочав з того, що розпочав пошуки нових гравців, багато з яких працювали в готелях (Воррен Барретт носив валізи, а Теодор Вайтмур працював барменом). Після цього Сімоєш відправився до Англії, де знайшов 6-х англійських футболістів, предки яких були ямайцями, проте вони немали шансу потрапити до збірної Англії, тому бразилець запропонував їм виступати за національну збірну Ямайки на чемпіонаті світу. Після цього він почав займатися фінансуванням таких запрошень і звернувся до Федерації футболу Ямайки, однак ця організація не мала належних фінансових ресурсів, тому було створено проект «Прийняти гравця», до якого залучалися великі компанії з метою профінансувати процес натуралізації конкретного футболіста, до нього долучилися Shell, Citibank та Burger King. Завдяки цьому до Ямайки була прикута підвищена увага з боку англійських ЗМІ. Окрім цього Рене підібрав оптимальну тактичну схему, яка дозволила б Ямайці кваліфікуватися на чемпіонат світу. У 2008 році Сімоєш повернувся до збірної, проте на той час він вже не мав можливості допомогти збірній вийти на чемпіонат світу 2010 року.
У 2000 році Рене прийняв запрошення «Фламенго» (при менеджері Едмундо Санчес Сільві), проте не досяг з командою особливого успіху й вже через 3 місяці був звільнений з займаної посади. Через декілька років працював професіональним менеджером у «Васко да Гама».

### Жіноча збірна Бразилії
На Олімпійських іграх 2004 року в Сіднеї жіноча збірна Бразилії номінально вважалася 4-ю. Після приходу Сімоєша, для підготовки до Олімпіади 2004 року, звернув особливу увагу на психологічний момент: він найняв лекторів, ставив мотиваційні завдання, зокрема видав тенісний м'яч для кожної гравчині, так щоб вони уособлювали в м'ячі прагнення до медалі. Для покращення фізичної форми попросив кожну гравчиню завести спеціальний блокнот, в якому кожна окремо робила помітки, які саме моменти в фізичній підготовці їй потрібно було поліпшити. В результаті бразилійки стали фіналістками з 4-а перемогами (1:0 над Австралією, 7:0 над Грецією, 5:0 проти Мексики та 1:0 над Швецією), проте двіі поступилися збірній США. В перому матчі програли з рахунком 0:2, а в фінальному поєдинку програли з рахунком 1:2 у додатковий час). Після завершення Олімпіади Сімоєш отримав декілька пропозицій (зрештою прийняв від «Віторії»), а ліери жіночої збірної надали поштовх до створення національного чемпіонату (до цих матчів, у збірній виступали виключно гравчині, які грали за кордоном).

### «Віторія»
Після успішного виступу жіночої збірної Бразилії отримав декілька вигідних пропозицій від бразильських та зарубіжних клубів, проте зрештою обрав «Віторію», яка щойно вийшла до бразильської Серії B. Завдяки міжнародному досвіту, змістовними прес-конференціями та оптимістичним поглядом на майбутнє став улюбленцем фанів клубу та представників ЗМІ. Того року в Лізі Баїяно «Віторія» не зазнавши жодної поразки стала чемпіоном, тому вболівальники та керівництво клубу сподівалося, що результати команди з чемпіонату штату позитивно вплинуть і на виступи в національному чемпіонаті, проте «Віторія» вилетіла вже в другому раунді кубку Бразилії від скромного «Барунаша».

### «Флуміненсе»
Рене Сімоєш провів успішний сезон по збереженню клубу з Ріо-де-Жанейро в Серії A 2008 року, зумівши уникнути пониження в класі клубу та навіть вивів команду до Південноамериканського клубу 2009. У 2009 році Рене, як і багато інших тренерів бразильських клубів, покинув команду через технічні проблеми. Після вильоту в півфіналі кубку Гуанабари через поразку (0:1) від «Ботафого», керівниицтво триколірні погрожувало звільнити фахівця з займаної посади в разі поразки від «Насьйональ Атлетіку» в Кубку Бразилії, проте незважаючи на дві перемоги над цим суперником (1:0 та 3:0 відповідно) за два дні до поєдинку другого раунду (кубку Ріо) ліги Каріоки проти «Мескіти» боси «Флуміненсе» звільняють з займаної посади Сімоєша. У 21-у матчі, під керівництвом Рене, команда набрала 60,32 % від можливих очок.

### Повернення до «Корітіби»
Після звільнення з «Флуміненсе» Рене повенувся до команди в рік святкування її 100-річного ювілею. Дебютним поєдинком, після повернення фахівця до команди, став переможний (4:2) поєдинок передостаннього туру Ліги Паранаенсе проти «Атлетіку Паранаенсі», яка дозволяла команді продовжити боротьбу за чемпіонство. Сімоєш також вивів «Корітібу» до півфіналу кубку Бразилії, де вони поступилися «Інтернасьйоналю». Проте вже 9 серпня Рене було звільнено, оскільки клуб у національному чемпіонаті перебував на межі зони вильоту.

### «Португеза»
12 серпня, через три дні після звільнення з «Корітіби», Рене підписав контракт з «Португезою». Проте згодом Сімоєш подав у відставку, після розгромної поразки від «Віла-Нова». Проте основною причиною заяви на звільнення став той факт, що після гри керівники клубу разом з охоронцми увійшли до клубної роздягальні й почали погрожувати гравцям та членам тренерського штабу, вимагаючи демонструвати хороші результати.

### Коста-Рика
17 вересня підписав контракт з національною збірною Коста-Рики, під керівнитвом Рене команда вийшла до плей-оф серед південноамериканських збірних. Проте після поразки в кваліфікації чемпіонату світу 2010 від Уругваю залишив займану посаду.

### «Сеара»
20 грудня підписав контракт з клубом «Сеара», проте вже 1 лютого був звільнений з займаної посади, оскільки в Лізі Сеаренсе команда програла 7 матчів поспіль, внаслідок чого опустилася на 10-е місце серед 12 клубів-учасників .

### «Атлетіко Гояніенсі»
31 липня 2010 року був призначений новим тренером «Атлетіко Гояніенсі». Йому вдалося запобігти вильоту «Атлетіко» з Серії A. Наступного року, після того як в результатах команди ропочалися «гойдалки», був звільнений.

### «Баїя»
У квітні 2011 року призначений головним тренером клубу «Баїя». Прибувши до Салвадору звернувся до вболівальників з проханням про підтримку: «З нею [підтримкою] для нашої команди дуже легко. Я хочу бачити, як стоять уболівальники, освистуючи суперника». Проте вже у вересні Рене було звільнено з посади головного тренера. Під його керівництвом «Баїя» провела 20 матчів, в яких здобула 4 перемоги, 9 разів зіграла в нічию та зазнала 7 поразок.

### «Греміо Баруері»
У вересні 2011 року Рене Сімоєш очолив «Греміо Бауері», одразу здобувши перемогу з рахунком 2:1 над «Понте-Прета», але був звільнений через 2 місяці після поразки від АБС (1:3). Під його керівництвом «Греміо» вдзначився 15-а голами, але пропустив 20 голів.

### «Сан-Паулу»
16 лютого 2012 року призначений новим технічним директором основних команд «Сан-Паулу». 7 листопада того ж року він подав у відставку з займаної посади внаслідок розбіжностей щодо відсутності прозорості процесу запрошення нових гравців до клубу.

### «Васко да Гама»
4 грудня 2012 року був представлений як новий технічний директор «Васко да Гама». Проте через декілька місяців був звільнений з посади, оскільки результати команди не радували керівництво клубу та його вболівальників, його замінив Рікарду Гоміш.

### Повернення до «Атлетіко Гояніенсі»
Після звільнення з посади головного виконавчого директора «Васко», Сімоєш повернувся до тренерської діяльності, очоливши «Атлетіко Гояніенсі».. Проте його перебування в клубі не було триивалим, у 8-и матчах керівництвом Рене команда зазнала 6-х поразок, після чого він подав у відставку.

### «Ботафого»
Сімоєш був представлений новим головним тренером Ботафого 17 грудня 2014 року, за його словами, «можливо, [це] найбільший виклик [його] кар'єри».
Вивів «Ботафого» до фіналу Ліги Каріока, в якому команда, очолювана Сімоєшем, з рахунком 1:3 поступился «Васко».
15 липня 2015 року був звільнений з «Ботафого» після поразки у третьому раунді Кубку Бразилії від «Фігейренсе». На тренерському містку команди перебував у 38-и матчах, в яких «Ботафого» здобув 22 перемоги,  разів зіграв внічию та зазнав 8-х поразок. Незважаючи на нестабільну ситуацію, команда з 24-а набраними очками лідирувала в Серії B, аналогічну кількість набраних очок мали також й «Америка Мінейру», «Баїя» та «Наутіко Капібарібе».

### «Фігейренсе»
17 серпня 2015 року Рене підписав контракт з «Фігейренсе» до завершення бразильського чемпіонату та кубка. Проте менш ніж через місяць Сімоє був звільнений з займаної посади, після поразки від принципового суперника «Аваї», внаслідок якої клуб опинився в зоні вильоту. Під його керівництвом команда зіграла 8 матчів: 3 перемоги, 4 поразки та 1 нічия (41,6 % набраних очок від можливих).

### «Макае»
29 грудня 2016 року Рене Сімоєш був представлений новим головним тренером «Макае» на Лігу Каріоку 2017. 12 лютого 2017 року керівництво клубу вирішила звільнити Рене з посади головного тренера команди через незадовільні результати і провальний старт у чемпіонаті. Сімоєш очолював «Макае» протягом 4-х матчів, в яких не зумів з командою набрати жодного очка.

### Завершення тренерської кар'єри
11 жовтня 2017 року Рене Сімоєш оголосив про закінчення своєї футбольної тренерської кар'єри, його останнім клубом залишився «Макае» з Ліги Каріока. Незважаючи на завершення тренерської кар'єри, Рене залишився у футбольному світі, був тренером-викладачем при школі для підготовки молодих наставників, одним з яких є Фабіу Карілле.

## Статистика
Станом на 17 грудня 2015року.
| Клуб              | Матчі | Перемоги | Нічиї | Поразки | Відсоток усп. |
| ----------------- | ----- | -------- | ----- | ------- | ------------- |
| Флуміненсе        | 21    | 11       | 5     | 5       | 60,3%         |
| Португеза         | 3     | 0        | 1     | 2       | 11,1%         |
| Коста-Рика        | 4     | 1        | 2     | 1       | 41,8%         |
| Сеара             | 7     | 2        | 1     | 4       | 33,3%         |
| Атлетіко Гояненсе | 49    | 23       | 7     | 19      | 57%           |
| Баїя              | 24    | 6        | 9     | 9       | 37,5%         |
| Греміо Барруері   | 13    | 5        | 3     | 5       | 46,2%         |
| Ботафого          | 38    | 22       | 8     | 8       | 65%           |
| Фігейренсе        | 8     | 3        | 1     | 4       | 41,6%         |
| Коритіба          | 60    | 28       | 12    | 20      | 53,2%         |
| Макае             | 4     | 0        | 0     | 4       | 0%            |

## Досягнення
Збірна Бразилії
- Юнацький чемпіонат Південної Америки
  -  Володар (1): 1988
- Молодіжний чемпіонат Південної Америки
  -  Володар (1): 1988

«Ар-Райян»
- Ліга зірок Катару
  -  Чемпіон (1): 1990

Збірна Ірану
- Азійські ігри
  -  Бронзовий призер (1): 2006

Збірна Ямайки
- Карибський кубок
  -  Володар (1): 1998

Збірна Тринідаду і Тобаго
- Карибський кубок
  -  Володар (1): 2001

Жіноча збірна Бразилії
- Олімпійські ігри
  -  Срібний призер (1): 2004

«Віторія»
- Ліга Баїяно
  -  Чемпіон (1): 2005

«Коритіба»
- Серія B
  -  Чемпіон (1): 2007

«Ботафого»
- Кубок Гуанабар
  -  Володар (1): 2015